# منطق کنترل
منطق کنترل (به انگلیسی: Control logic) بخش کلیدی یک برنامه نرم‌افزاری است که عملیات برنامه را کنترل می‌کند. منطق کنترل به دستورات کاربر پاسخ می‌دهد و همچنین به تنهایی برای انجام وظایف خودکار که در برنامه ساختار یافته‌اند عمل می‌کند.
{{سخ}} منطق کنترل را می‌توان با استفاده از نمودار حالت، که شکلی از ماشین حالت سلسله مراتبی است، مدل‌سازی کرد. این نمودارهای حالت همچنین می‌توانند با نمودارهای روند ترکیب شوند تا مجموعه ای از معناشناسی رایانشی را برای توصیف منطق کنترل پیچیده ارائه دهند. این ترکیبی از نمودارهای حالت و نمودارهای روند در شکل سمت راست نشان داده شده است که منطق کنترل یک کرونومتر ساده را نشان می‌دهد. منطق کنترل دستورات را از کاربر دریافت می‌کند، همان‌طور که با رویدادی (به انگلیسی: event) به نام "START" نشان داده می‌شود، اما همچنین دارای رویدادهای نمونه زمانی تکرار شونده خودکار است، همان‌طور که توسط رویدادی به نام "TIC" نمایش داده می‌شود.